# Günter Stahnke
Günter Stahnke (* 10. Oktober 1928 in Misdroy, Kreis Usedom-Wollin, Provinz Pommern; † 11. November 2018) war ein deutscher Theater- und Film- und Fernseh-Regisseur, der auch Drehbücher verfasst hat und als Schauspieler tätig gewesen ist. 

## Leben und Werk
Am bekanntesten ist Stahnkes 1965 entstandener DEFA-Film „Der Frühling braucht Zeit“, der kurz nach der Uraufführung am 26. November 1965 verboten worden ist. Danach wandte er sich hauptsächlich der Fernsehregie heiterer Unterhaltungsstücke zu mit über 100 Produktionen.
Aber auch schon früher hatte Stahnke Schwierigkeiten mit der Zensur. Zum 10-jährigen Bestehen des Deutschen Fernsehfunks (DFF) im Dezember 1962 hatte er einen 36-minütigen Fernsehfilm „Monolog für einen Taxifahrer“ auf der Grundlage eines Buches von Günter Kunert inszeniert, der im Rahmen einer Jubiläumsfestwoche ausgestrahlt werden sollte, doch bereits vorher verboten wurde; so erlebte dieser kleine Film erst am 26. April 1990 seine Uraufführung. Ebenfalls kritisiert wurde sein Fernsehkurzfilm „Fetzers Flucht“ – eine weitere Zusammenarbeit mit Kunert –, der jedoch am 20. Dezember 1962 seine Erstausstrahlung im DFF erlebte.
Günter Stahnke war von 1974 bis zu seinem Tod mit der Schauspielerin Helga Piur verheiratet. Die Familie lebte in Brandenburg, nahe dem Scharmützelsee. Aus seiner ersten Ehe mit der Schauspielerin Doris Abeßer hatte er einen Sohn (* 1963).

## Filmographie (Auswahl)
- 1959/1969: Wo der Zug nicht lange hält (Regie-Assistenz)
- 1962: Vom König Midas
- 1962: Fetzers Flucht
- 1962/1990: Monolog für einen Taxifahrer
- 1964: Doppelt oder nichts (Fernseh-Zweiteiler)
- 1965: Der Frühling braucht Zeit
- 1969: Märchenbrunnen
- 1972: Florentiner 73 (Fernsehfilm, Schauspieler)
- 1973: Fischzüge (Fernsehfilm, auch Schauspieler)
- 1975: Männerwirtschaft (Fernsehschwank)
- 1975/1982: Familie Birnchen (Fernsehschwank)
- 1984: Familie intakt (Fernsehschwank-Reihe)
- 1986: König Karl (Fernsehfilm)
- 1987: Maxe Baumann aus Berlin (Fernsehfilm)
- 1989: Der Schlüssel zum Glück (Fernsehfilm)
- 1996: Der Millionär (Fernsehfilm)